# جاك كيروان
جاك كيروان (بالإنجليزية: Jack Kirwan)‏ (9 فبراير 1878 في جمهورية أيرلندا - 9 يناير 1959 بلندن في المملكة المتحدة) هو لاعب كرة القدم الغالية ومدرب كرة قدم ولاعب كرة قدم أيرلندي في مركز الوسط. شارك مع منتخب أيرلندا لكرة القدم. أما مع النوادي، فقد لعب مع تشيلسي وتوتنهام هوتسبير ونادي إيفرتون ونادي ليتون أورينت ونادي كلايد وDublin Senior Football Team ‏ وSt James Gaels GAA ‏.

## وصلات خارجية
- جاك كيروان على موقع قاعدة بيانات كرة القدم.إي يو (الإنجليزية)
- جاك كيروان على موقع ناشيونال فوتبول تيمز (الإنجليزية)
- جاك كيروان على موقع عالم كرة القدم.نت (الإنجليزية)